# Justizvollzugsanstalt Koblenz

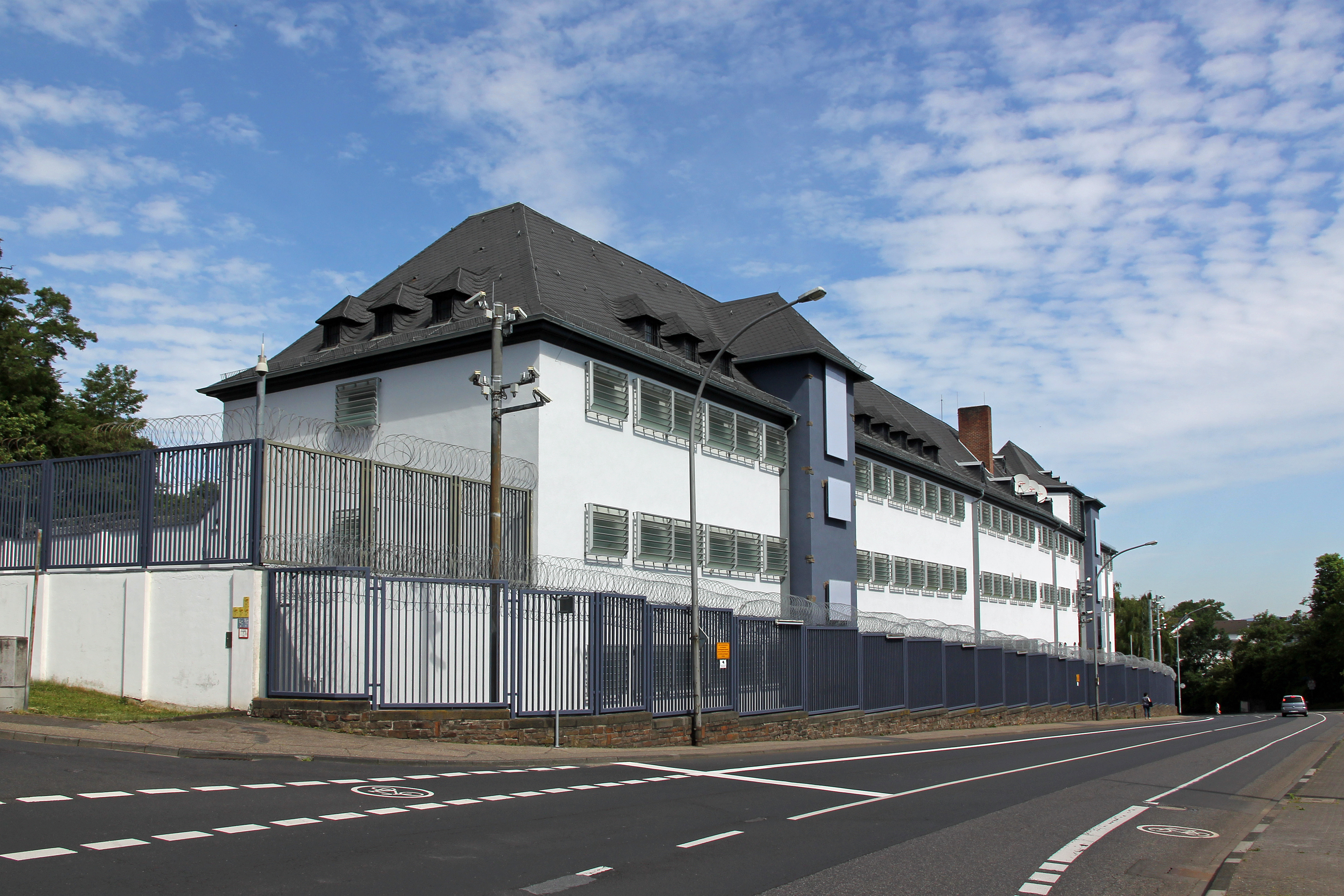
Justizvollzugsanstalt Koblenz (2014)

Die Justizvollzugsanstalt Koblenz ist eine Justizvollzugsanstalt des Landes Rheinland-Pfalz im Koblenzer Stadtteil Karthause.

## Geschichte
Anfänglich wurde in Koblenz als Gefängnisraum ein Gewölbekeller in einem der Türme der Alten Burg oder unter der Auffahrtsrampe der Balduinbrücke und später bis fast zum Ende des 18. Jahrhunderts im Ochsenturm genutzt. Weil dort nicht geheizt werden konnte, wurden die männlichen Gefangene im Winter – die weiblichen ganzjährig – in eines der Koblenzer Hospitäler gesperrt. Daneben gab es seit 1770 an verschiedenen Standorten zeitweise ein Zucht- und Arbeitshaus. Im damals noch selbstständigen Ehrenbreitstein befand sich in den Kasematten auf der Festung Ehrenbreitstein ein kurtrierisches Staatsgefängnis.
Im Oktober 1794 wurde Koblenz von französischen Revolutionstruppen im Verlauf des Ersten Koalitionskrieges besetzt und 1802 alle geistlichen Orden aufgehoben. Bereits einige Jahre zuvor hatten die Franzosen in Teilen des Karmeliterklosters ein Kantonalgefängnis (Position) eingerichtet. Das meist als Arrest- oder Korrektionshaus und später als Königliches Gefängnis bezeichnete Gebäude ging 1807 in den Besitz der Stadt und 1811 des Département de Rhin-et-Moselle über. 1815 waren beispielsweise 115 Männer und 54 Frauen mit 17 Kindern untergebracht und nach der Machtergreifung der Nationalsozialisten 1933 saßen 230 polizeiliche Schutzhaftgefangene ein. Die preußische Armee unterhielt seit 1818 ein eigenes Militärarresthaus nahe dem früheren Dominikanerkloster (Adresse 1913: Fischelstraße 32a, Position), das die alliierten Besatzungsmächte noch bis in die 1920er Jahre hinein nutzten. Beide Gebäude wurden durch Luftangriffe 1944 zerstört.
Da es nach dem Zweiten Weltkrieg in der Stadt Koblenz also keine Gefängnisbauten mehr gab, beschloss die französische Militärregierung am 27. Juli 1946 im Stadtteil Karthause (Simmerner Straße 14a) ein Gefängnis für deutsche Kriegsverbrecher und französische Häftlinge einzurichten. Vorgesehen war dazu das sogenannte Mannschaftshaus III/IV der ehemaligen Spitzberg-Kaserne, das 1911–1913 für ursprünglich zwei Kompanien des Infanterie-Regiments Nr. 68 errichtet und zuletzt als Verwaltungsgebäude für den Arbeitsgau XXIV (Mittelrhein) des Reichsarbeitsdienstes genutzt worden war. Nach Beseitigung der Kriegsschäden wurden die Fensteröffnungen verkleinert und vergittert sowie entsprechend weitere Änderungen am gesamten Gebäude vorgenommen. 1952 war der Wiederaufbau des früheren Stabsgebäudes der Kaserne abgeschlossen. Es wurde zunächst für Beamtenwohnungen und seit einem Umbau (1979–1982) als Freigängerhaus genutzt. Mit Schließung der JVA Neuwied erfolgte 1971 die Verlegung einer Frauenabteilung nach hier. 1955 errichtete man einen neuen Küchentrakt und 1979–1981 ein neues Pfortengebäude. Nach einem spektakulären Ausbruch in den 1980er Jahren, bei dem mehrere Gefangene durch ein in die Außenwand gebohrtes Loch zur Simmerner Straße hin fliehen konnten, wurde die Sicherung des gesamten Außenbereichs verstärkt und Videokameras zur permanenten Überwachung installiert.
Zwischen dem 2. und 5. Dezember 2011 mussten alle Insassen aufgrund einer Bombenentschärfung am Rhein evakuiert und auf andere Haftanstalten in Rheinland-Pfalz verteilt werden.

## Zuständigkeit
Die JVA Koblenz ist ausschließlich für Gefangene aus dem Landgerichtsbezirk Koblenz zuständig. Im geschlossenen Vollzug nimmt sie seit 2014 nur noch männliche und weibliche erwachsene Untersuchungshäftlinge auf; im offenen Vollzug erwachsene weibliche Gefangene sowie erwachsene männliche mit weniger noch als einem Jahr zu verbüßender Haftzeit. Die Belegungsfähigkeit hat sich in den letzten Jahren wie folgt entwickelt:
| Jahr | Geschlossener Vollzug                      | Offener Vollzug                           | Summe |
| ---- | ------------------------------------------ | ----------------------------------------- | ----- |
| 2012 | 211                                        | 51                                        | 262   |
| 2013 | 148                                        | 51                                        | 199   |
| 2014 | 148                                        | 51                                        | 199   |
| 2015 | 148                                        | 26                                        | 174   |
| 2016 | 147                                        | 26                                        | 173   |
| 2019 | 147 (davon 138 für Männer u. 9 für Frauen) | 26 (davon 12 für Männer u. 14 für Frauen) | 173   |

Die Haftanstalt nahm zwischen 2012 und 2016 pro Jahr durchschnittlich 1578 Häftlinge insgesamt auf.

## Bekannte Häftlinge
- Rudolf Augstein, Herausgeber des Nachrichtenmagazins Der Spiegel, im Dezember 1962[13]
- Holger Meins, RAF-Terrorist
- Dieter Popp, DDR-Spion
- Inge Viett, RAF-Terrorist
- Dieter Zurwehme, Gewaltverbrecher